# Lorris E. Borden
Pour les articles homonymes, voir Borden.
Lorris Elijah Borden (20 juin 1877-19 juillet 1963) est un homme politique canadien de la Colombie-Britannique. Il est député provincial conservateur de Nelson de 1928 à 1933.

## Biographie
Né à Canning en Nouvelle-Écosse, Borden est éduqué à Kentville et au Dalhousie University d'Halifax. En 1903, il participe à une expédition en Arctique et financée par le gouvernement canadien. Pendant celle-ci, il étudie plusieurs maladies affectant les peuples inuits et monte une collection de plusieurs sculptures et objets divers qui ont été donnés au gouvernement par son épouse à la suite de son décès. La collection est maintenant entreposée au Musée canadien de l'histoire. Borden est auss major dans le Corps médical de l'Armée canadienne.
Borden meurt à Victoria en juillet 1963 à l'âge de 86 ans,.
Ses mémoires sont publiés en 1996 par Edward L. Affleck.